# Krásensko
Krásensko (en allemand : Schönau) est une commune du district de Vyškov, dans la région de Moravie-du-Sud, en République tchèque. Sa population s'élevait à 419 habitants en 2020.

## Géographie
Krásensko se trouve à 16 km au nord-ouest de Vyškov, à 25 km au nord-est de Brno et à 190 km à l'est-sud-est de Prague.
La commune est limitée par Lipovec et Kulířov au nord, par la zone militaire de Březina à l'est, par Vyškov et Podomí à l'est, par Senetářov et Kotvrdovice à l'ouest. Un quartier exclavé de la commune, nommé Krásensko II, est séparé du reste de la commune par Kulířov.

## Histoire
La première mention écrite du village date de 1348.